# Broca-do-coqueiro
O broca-do-coqueiro (Rhynchophorus palmarum) é um besouro da família dos curculionídeos, considerado praga de coqueiros e palmeiras. Possui cerca de 45 mm de comprimento, coloração negra e opaca e élitros sulcados na parte mediana. Também são chamados de aramandaiá, bicudo-do-coqueiro, elefante e moleque.[carece de fontes?]